# Ruger Mini-14
Mini-14, Mini Thirty, Mini-6.8 — компактний, легкий самозарядний карабін виробництва американської фірми Sturm, Ruger & Co. За винятком модифікації Mini-14 Target (для цільової стрільби) карабіни Mini-14 можуть вести вогонь як цивільними набоями .223 Remington, так і військовими 5,56×45 мм НАТО. Модифікації Міні-14 для цільової стрільби можуть стріляти лише «цивільними» набоями .223 Remington. Модифікація Міні-Тридцять використовує набої 7,62×39 мм а Міні-6,8 — набої 6,8 мм Remington SPC.
Для поліції та військових був запропонований варіант з можливістю вести автоматичний вогонь, АС-556. Він має довшу ствольну коробку (як у ранніх гвинтівках «серії 180»). Ці моделі доступні у варіантах з вкороченим стволом та кріпленням під багнет. Модель Mini-14GB для поліції і військових може вести напівавтоматичний вогонь та може мати вкорочений ствол, складаний приклад для десантників, полум'ягасник і кріплення під багнет.

## Історія
Ruger Mini-14 була розроблена як спроба об'єднати відносно новий (на той момент) набій 5,56 × 45 мм з малим відбоєм і гвинтівку M1 Garand. У підсумку в 1973 році вийшла самозарядна гвинтівка, схожа на карабін М1, але під 5,56-мм набій. Вона отримала назву Mini-14, оскільки, по суті, являла собою зменшену версію гвинтівки M14, що перебувала тоді на озброєнні армії США. Але це було не просто копіювання системи Гаранда. Тиск, що виникає в каналі ствола при пострілі 5,56-мм набоєм, вище, ніж у стандартного набою НАТО калібром 7,62-мм: 3650 кг/м² і 3515 кг/м² — відповідно. Тому при розробці нової гвинтівки була змінена система відведення порохових газів для зменшення тиску на затвор. Гвинтівка Mini-14 швидко завоювала популярність і нині в різних модифікаціях нею широко користуються поліцейські підрозділи США (в тому числі і на стільки великі, як поліцейський департамент міста Нью-Йорк — NYPD, і поліція штату Техас — Texas DPS), а також популярна як цивільна зброя (в самозарядному варіанті).

### Перші серії
Перші гвинтівки мали складний механізм затримки затвора після пострілу останнім набоєм із магазина. Приклад мав дещо незграбну форму, а екран ствола виготовлений з деревини. Ці гвинтівки, з префіксами серійних номерів менше 181, були перероблені, отримали нові приклади, механізми затримки затвора, тощо.
У 2003 році Ruger знову внесли зміни в конструкцію та виробничий процес для підвищення точності бою, поліпшення зовнішнього вигляду, разом зі зменшеннями собівартості зброї. Нові моделі, які отримали назву Ranch Rifle засновані на попередніх моделях, та мають вбудоване кріплення для оптичного прицілу. У 2005 році нові гвинтівки моделей Ранчо мали серійні номери, що починаються з 580. Ці гвинтівки іноді називають гвинтівками Ранчо 580 серії. В газовий рушій цих гвинтівок внесені зміни для зменшення вібрації ствола та встановлений новий відкритий приціл.
Десь в проміжку між 2007 та 2008 роками Ruger став використовувати важчий ствол конічної форми на гвинтівках Міні. Важчий ствол має більший діаметр, що стає помітно більшим разом з наближенням до комори. Ці зміни разом з щільнішими допусками на деталі мають підвищити точність бою. Нові гвинтівки, можливо, здатні досягнути купчастості в 2 MOA. «Цільова модель» Міні-14 може досягати купчасті навіть менше за 1 MOA.

## Модифікації
Цілик на стандартних моделях апертурний, захищений крилами скоби з боків, донедавна вбудованих кріплень для прицілів не було. В 2005 році Ruger внесла зміни в конструкцію ствольної коробки, цілика, і мушки Mini-14. Нові Міні-14 мають вбудовані кріплення під оптичний приціл, стаціонарний діоптричний цілик, та мушку, схожу на мушку Ruger Police Carbine.

### Ranch Rifle
В 1982 році замість «Mini-14» Ruger почала ставити клеймо на ствольній коробці «RANCH RIFLE». Ці гвинтівки мали кріплення на ствольній коробці для оптичного прицілу. Ежектор викидає стріляну гільзу під меншим кутом, аби не пошкодити приціл, а кільця відкритого прицілу складені, аби не заважати встановленню оптичного прицілу. Старші моделі не мали крилатої мушки. Гвинтівки Ranch Rifle є базовими, зазвичай мають ложе і приклад або з деревини, або із синтетичного матеріалу, ствольна коробка може бути із звичайної або нержавіючої сталі, та ствол довжиною 18.5 дюйма. Варіант для NRA має ствол 16 дюймів завдовжки. Діоптр на цілику можна підлаштовувати, а мушка з крильцями. Зазвичай, в комплекті з гвинтівкою йде магазин на 20 набоїв, але в окремих штатах, де ємні магазини заборонені, гвинтівки комплектують магазином на 5 набоїв. Ця модель може живитись набоями .223 Remington та 5,56×45 мм НАТО.

### Mini-14GB

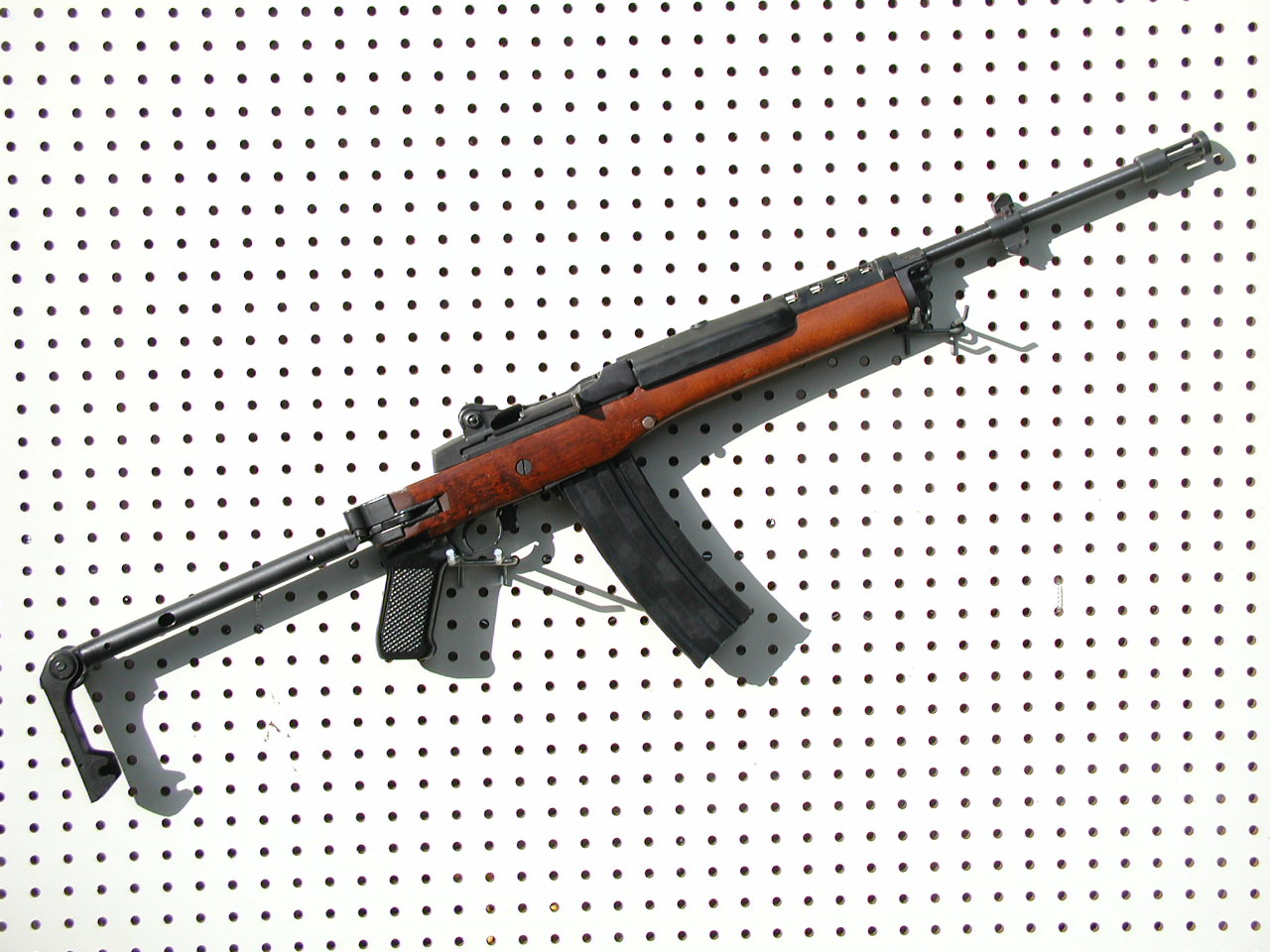
Напівавтоматична гвинтівка Ruger Mini-14/F30GB

Mini-14/20GB має полум'ягасник та кріплення під багнет. «GB» означає Government Bayonet — урядовий багнет.

### AC-556
AC-556 може вести автоматичний вогонь і призначена для військових та правоохоронців. З правого боку ствольної коробки знаходиться перемикач між одиничним вогнем, відсічками по 3 постріли, автоматичний вогонь. Як і в Mini-14 запобіжник знаходиться в передній частині захисної скоби курка. Мушка з крильцями та пеньком. На ствол 13 або 18 дюймів завдовжки встановлений полум'ягасник, яким можна запускати спеціальні газові або димові гранати. Модифікації AC-556F та AC-556K мають складаний приклад. В комплекті йшов магазин на 20 набоїв, також можна було замовити магазин на 30 набоїв. AC-556 була знята з виробництва в 1999 році і Рюгер припинила гарантійне обслуговування в 2009 році.

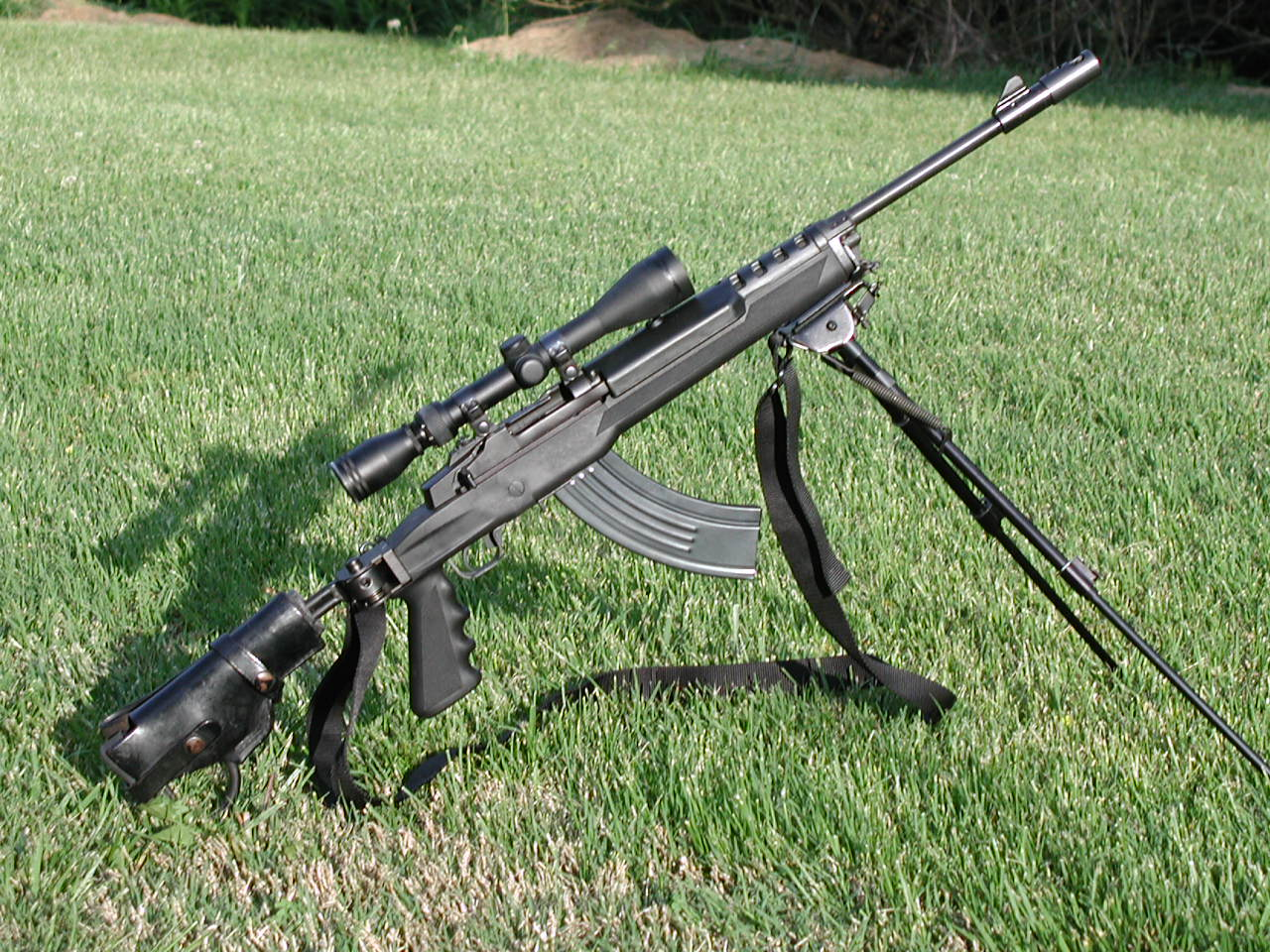
Ruger Mini-Thirty з пістолетною рукояткою складаним прикладом, сошками, магазином на 30 набоїв

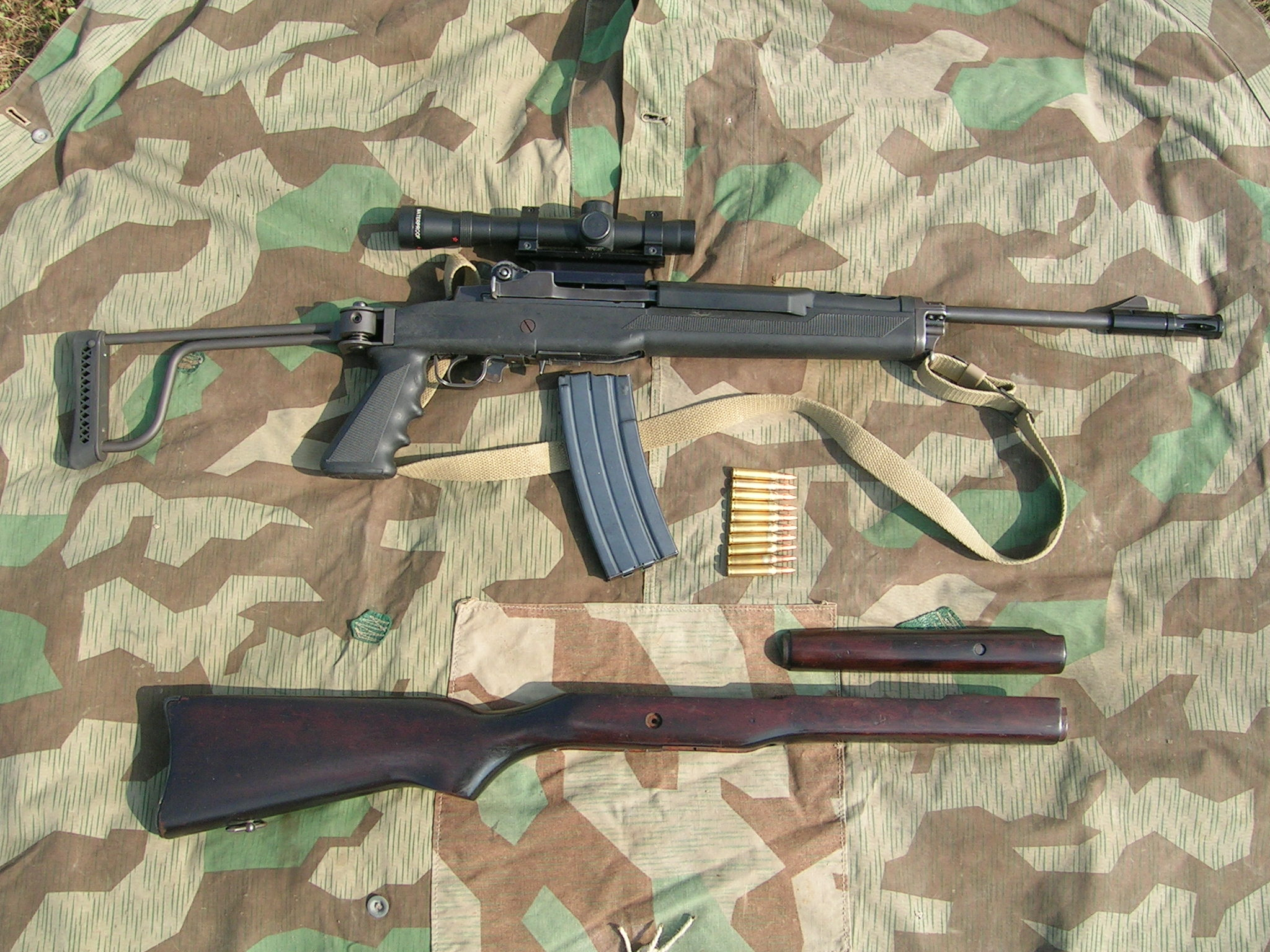
Міні-14 з різними аксесуарами

### Гвинтівка для цільової стрільби
Гвинтівка для цільової стрільби була представлена в 2006 році, має важчий ствол, регульований демпфер коливань, спеціальний приклад і ложе. Військовий та цивільний варіанти Міні-14 не були взяті на озброєння американських військових. Натомість, вона здобула поширення серед поліцейських, як проміжна зброя між зброєю ближнього бою (пістолети і рушниці) та снайперськими гвинтівками. Гвинтівка для цільової стрільби розроблена для стрільби набоями .223 Remington, виробник не радить вести з неї вогонь набоями 5,56 НАТО.

### Тактична гвинтівка
Тактична модель Міні-14 (англ. Mini-14 Tactical) має ствол 16.12 дюйма завдовжки (1 оберт на 9 дюймів) та полум'ягасником, та доступна або у варіанті з фіксованим прикладом і цівкою, або складаним прикладом та рейками Пікатіні від ATI. На ствольній коробці стоїть клеймо «Tactical Rifle». За винятком полум'ягасника, складаного прикладу та коротшого ствола ця модель дуже схожа на модель «Ranch Rifle». Може живитись набоями як .223 Remington так і 5,56×45 мм НАТО.
В 2015 році Рюгер представила модифікацію Mini-14 Tactical під набій .300 AAC Blackout. Газовий рушій налаштований на роботу з дозвуковими набоями при встановленому глушнику та надзвуковими набоями без глушника.

### NRA
В 2008 Ruger представила модель Національна стрілецька асоціація, яка має коротший ствол, молімерний приклад та в комплекті йде два магазина на 20 набоїв.

### Міні-Тридцять
В 1987 році Рюгер почала виробництво моделі Міні-Тридцять (англ. Mini Thirty). Основна відмінність Міні-Тридцять від решти — використання радянського набою 7,62×39 мм. Потреба в цій моделі виникла через заборону в окремих штатах полювання на оленя зі зброєю меншого калібру за 6 мм (0,243 дюйма). 7,62×39 мм має аналогічні балістичні властивості як і у набою .30-30 Вінчестер. Міні-Тридцять була доступна в конфігурації Ranch Rifle лише з вбудованим кріпленням для прицілу. Нинішні Міні-Тридцять аналогічні звичайним Міні-14 за винятком використаного набою. Міні-Тридцять доступна зі стволами 16,12 дюйма або 18,50 дюйма завдовжки з 1 поворотом різьблення на 10 дюймів вправо.

### Інші калібри
Перші гвинтівки Міні-14 могли живитись лише набоями .223 Ремінгтон. Оскільки .223 Ремінгтон не повністю сумісний з 5,56×45 мм НАТО, Рюгер стала випускати Міні-14, які були сумісні з обома набоями. В деяких країнах, зокрема, в Мексиці, продаж зброї під військовий набій суворо регульовано, або навіть заборонено. Тому для таких країн були створені Міні-14 під схожий, але не взаємозамінний набій .222 Ремінгтон.
В 2007 році Рюгер почала виробництво Міні-6.8 під набій 6,8 мм Remington SPC. Станом на 2012, виробництво Міні-6.8 припинене, а модель прибрана з каталогу Рюгер.
В 2015 році Рюгер представила модифікацію Mini-14 Tactical під набій .300 AAC Blackout. Газовий рушій налаштований на роботу з дозвуковими набоями при встановленому глушнику та надзвуковими набоями без глушника.

### XGI
Також був розроблений варіант Mini-14 для кулі більшого калібру: .308 Winchester і .243 Winchester. І хоча в 1984–1985 роки Рюгер рекламувала ці гвинтівки, вони так і не потрапили у серію через нерозв'язані проблеми в конструкції та виробництві.

### Bolt-Action Only (BOA)
Через заборону у Великій Британії самозарядних гвинтівок центрального бою в 1988 році була виготовлена невелика кількість Mini-14 та Mini-30 з ручним перезаряджанням.

## Оператори
- Австралія
- США
- Велика Британія